# Aeroportul Alexander Bay
Aeroportul Alexander Bay (IATA: ALJ, ICAO: FAAB) este un aeroport din Provincia Northern Cape, Africa de Sud ce deservește zona Alexanderbaai.
Situat la o altitudine de 29 m, aeroportul dispune de o singură pistă.